# Alimentos y sexualidad

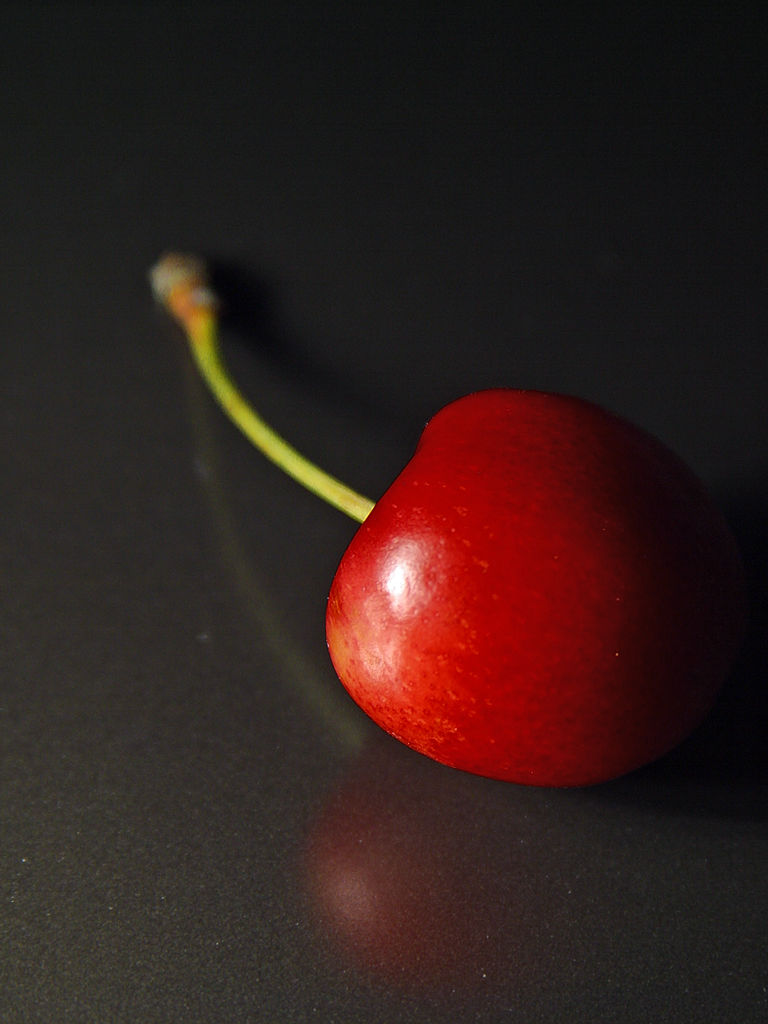
En numerosas culturas, las cerezas son consideradas como un alimento simbólico de la sensualidad y sexualidad.

La alimentos y la sexualidad han estado asociados de varias maneras a lo largo de la historia. Alimentos como los chocolates y las ostras, han sido consideradas como afrodisíacas. En algunas culturas se consumen testículos de animales y otras partes del cuerpos de estos, para incrementar la potencia sexual. Los alimentos también proporcionan simbolismos, como la ''fruta prohibida'' bíblica, o la cereza con sus asociaciones relacionadas con la virginidad. También son utilizados de forma metafórica en un slang sexual dentro de la terminología y la poesía. Algunos alimentos son considerados sensuales en relación con su apariencia, textura y sabor. Alimentos como la crema batida, el chocolate derretido, la jalea, las fresas que a veces son sumergidas en chocolate y la mantequilla de maní, se usan ocasionalmente para la estimulación íntima en un acto conocido como ''sploshing''. La relación entre la comida y el sexo también han sido explorado en la literatura y en el cine.

## Arte y literatura

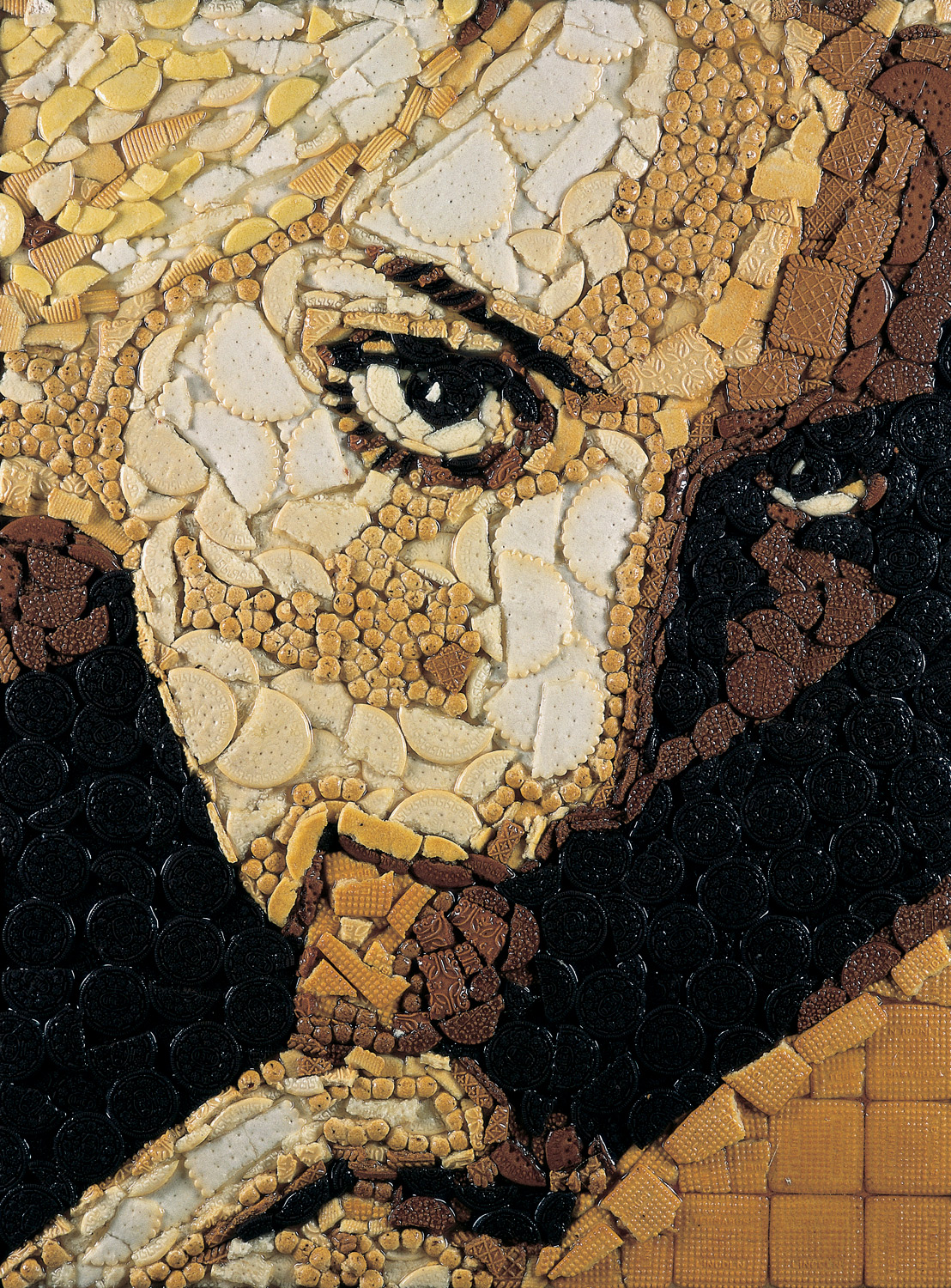
La Serie Negra, realizada por el colectivo argentino Mondongo, fue realizado mediante el uso de galletas dulces sobre una base de madera.

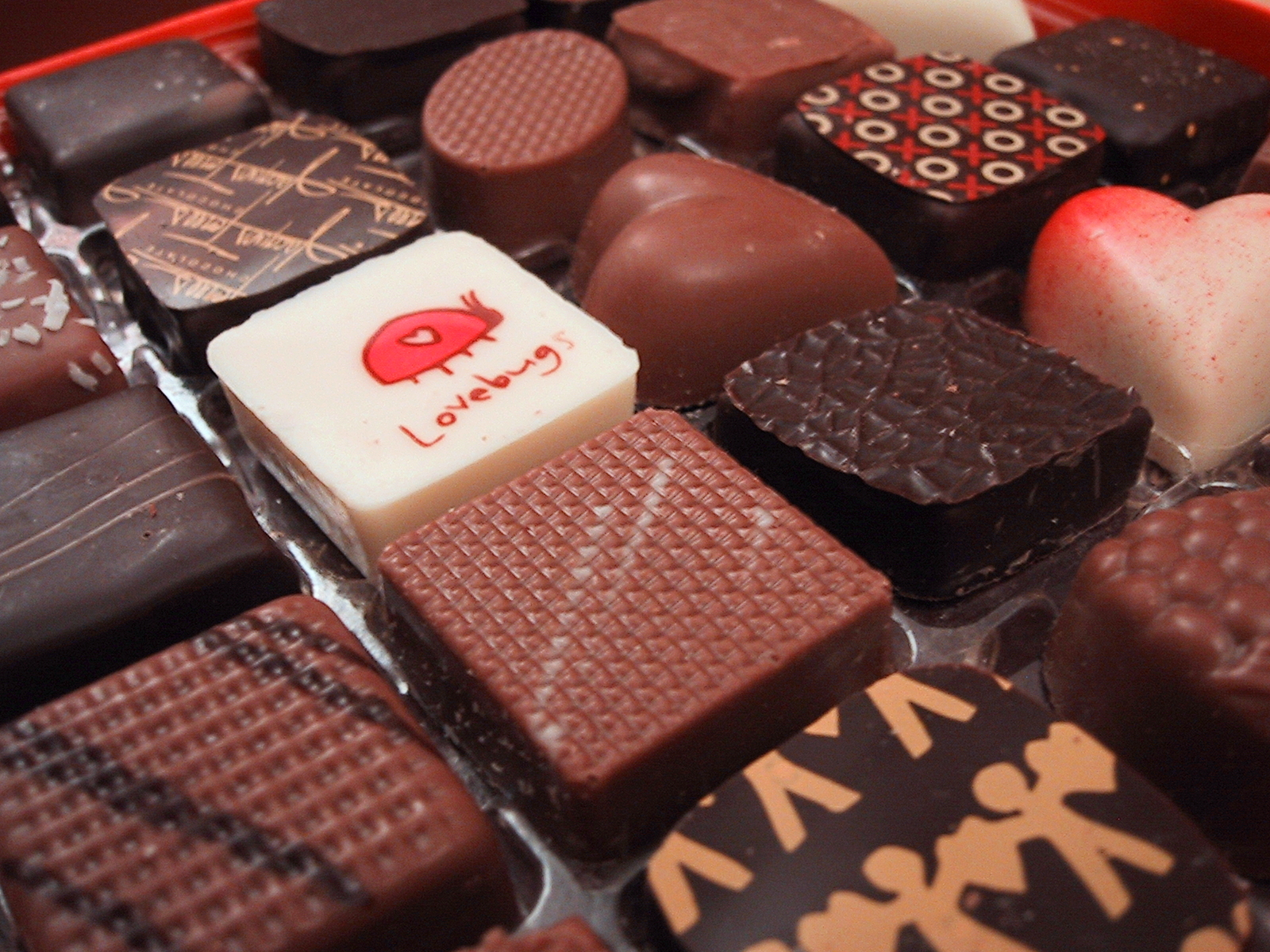
Los chocolates son un regalo tradicional para el día de San Valentín.

La conexión entre los alimentos y la sexualidad han sido abarcados en numerosas obras artísticas. Un show de arte de 1998 llamado Reflect, una exposición de obras realizadas por Monali Meher, en donde se exploran conexiones y temas relacionados con el voyerismo, los estereotipos, el consumismo, la libertad y la publicidad. Una exhibición de alimentos y sexo relacionados con obras de arte de artistas estadounidense de los siglos XIX y XX, fueron una de las 16 agrupaciones conceptuales en la exhibición de la Sociedad Histórica de Nueva York, en 1991.

## En la sociología y la antropología
La obra Tasting food, tasting freedom de Sidney Wilfred Mintz incluyen ensayos en donde se aborda ''una visión antropológica de la comida, incluyendo su relación con el poder, la libertad y la pureza". Este tema también es abordado en el libro Breaking the food seduction, de Neal D. Barnard y Joanne Stepaniak, siendo también discutido en la obra Women's conflicts about eating and sexuality, de Rosalyn M. Meadow y Lillie Weiss.

## Alimentos afrodisíacos
A lo largo de la historia, diversos alimentos han sido considerados como afrodisíacos capaces de intensificar el deseo sexual de un individuo, en el que algunos tenían una función similar al viagra, el cual buscan relajar los vasos sanguíneos y mejorar el flujo de sangre en los genitales del que lo consume. Entre los alimentos catalogados de afrodisíacos son:
- Ajo: Sus ricas propiedades en vitaminas B y C, provocan un aumento en el rendimiento sexual, y al ser consumido tanto bajo una dieta como por medio de cápsulas, genera un cambio en el aroma corporal, aumentando el atractivo sexual ante la pareja.
- Apio: Posee numerosas vitaminas, minerales y oligoelementos, los cuales mejoran el flujo de la sangre, y también posee androsterona y androstenol, los cuales potencia mucho el estímulo sexual para ambos sexos.
- Canela: Sus propiedades aumentan la temperatura del cuerpo, especialmente en el área del abdomen y los genitales, aumentando los niveles de excitación sexual en ambos sexos, y prolonga por mayor tiempo la erección en el caso de los hombres.
- Espárragos: Entre sus numerosos compuestos destaca la presencia de histamina, la cual interviene y mejora el nivel de orgasmo que alcanza tanto hombres como mujeres en el acto sexual.
- Fresas: Posee un alto contenido de vitamina C, magnesio y potasio, los cuales estimulan las glándulas endocrinas y estas a su vez, generan mayor cantidad de hormonas, haciendo que el individuo desarrolle un mayor índice de sensualidad, felicidad y seguridad, a la hora de tener relaciones sexuales.
- Ginseng: Planta que se consume en forma de té, el cual al poseer altas cantidades de óxido nitroso, permite un mejor flujo de la sangre, relaja las arterias del pene, y revitaliza la energía del individuo mediante la eliminación de fatiga y estrés, mejorando el ánimo de este.
- Higos: Contienen altas dosis de betacaroteno, el cual impacta en la producción de hormonas sexuales, haciendo que mejore el deseo y rendimiento sexual, y en el caso de las mujeres, logra equilibrar los niveles de estrógeno.
- Jengibre: Posee numerosos efectos, como la estimulación de los nervios y vasos sanguíneos, más un aumento en la temperatura del cuerpo, haciendo que el deseo y placer sexual del consumidor se intensifique.
- Mango: Al igual que los higos, también poseen grandes cantidades de betacaroteno, lo cual aumenta la producción de estrógenos y testosterona, sus vitaminas ayudan a mejorar la producción de espermas, y contiene triptófano, que aumenta el placer sexual del que la consume.
- Miel: Su composición de boro ayuda en la producción y metabolismo de estrógenos, mientras que sus altas cantidades de vitamina B aumenta la generación de testosterona. También ayuda a aumentar el deseo sexual en la sangre de las personas.
- Ostras: Al contener altas cantidades de proteínas y zinc, hace que el rendimiento e impulso sexual sea más eficiente, ya que ayuda a mejorar tanto los espermas masculinos como la lubricación femenina.
- Plátanos o bananas: Sus altos índices de potasio, vitamina B y una enzima llamada bromelina, hace que ésta fruta aumente la producción de espermatozoides, más en aumentar el nivel de rendimiento sexual.
- Trufas: Posee una composición cuyo aroma tiene parentesco con la androsterona, lo cual intensifica el deseo sexual, especialmente en las mujeres, al mismo tiempo que su consumo sensibiliza y estimula la piel.
- Vino tinto: Variando de su sabor y textura, el vino otorga un aumento en el deseo sexual en ambos sexos, y el antioxidante de éste genera un aumento del flujo sanguíneo en los genitales de aquellos que la consumen.
- Zanahorias: Su alto contenido en vitaminas, especialmente de la vitamina A, genera un aumento en la producción de espermatozoides, junto con mejorar el rendimiento físico durante el acto sexual. Su efecto será el mismo si se consume en forma de tarta o jugo.

## Controversia del chocolate como afrodisíaco
A pesar de que algunos alimentos son calificados como afrodisíacos, siendo el chocolate el más conocido durante muchos años, existe cierta controversia acerca de su es en verdad un afrodisíaco. Un estudio realizado por Salonia et al. (2006) evaluaron la función sexual entre mujeres que consumían chocolates todos los días, y aquellas que no comían chocolate. El estudio concluyó que una vez que los registros fuesen ajustados por la edad, no se evidenciaba ninguna diferencia significativa de excitación, satisfacción, deseo u angustia de carácter sexual entre aquellas mujeres que consumían chocolates diariamente y quienes no consumían. Esto ilustra que el consumo de chocolate no implica en la función sexual de las personas. Del mismo modo, Shamloul (2010) concluyó que existe poca evidencia científica que sugiera que los afrodisíacos naturales sean un método efectivo para mejorar el deseo y el rendimiento sexual, ni tampoco son tratamientos efectivos para hacer frente la impotencia sexual. En contraste con ello, algunos estudios sugieren que el chocolates sí es un afrodisíaco, y afirman que sus componentes químicos como la feniletilamina, causan e incrementan el placer e impulso sexual, y las N-acyletanolaminas causan un incremento en la sensibilidad y la euforia (Afoakwa, E. 2008). Otros estudios sugieren que son los flavinoides y la serotonina encontrada en el chocolate, las que regulan la vasoconstricción y la dilatación, e incrementa el funcionamiento genital femenino, incluyendo en el ámbito sexual (Shamloul, 2010). Debido a estas posturas opuestas, y la escasez de evidencia científica disponible en la actualidad, está claro de que aun no se pueden sacar conclusiones definitivas sobre si el chocolate es un afrodisíaco o no.

## Ejemplos en los medios de comunicación

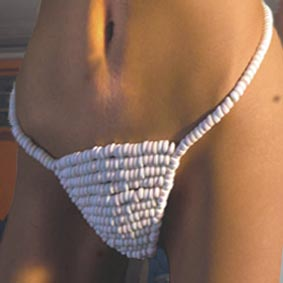
Parte inferior de un bikini, hecho con bolitas de caramelos.

Las películas Tampopo, Nueve semanas y media, Chocolat, Como agua para chocolate, Comer, beber y amar, y El festín de Babette son ejemplos fílmicos en donde se explora la relación entre los alimentos y la sexualidad. En la Tom Jones, contiene una importante escena en donde los personajes comen.

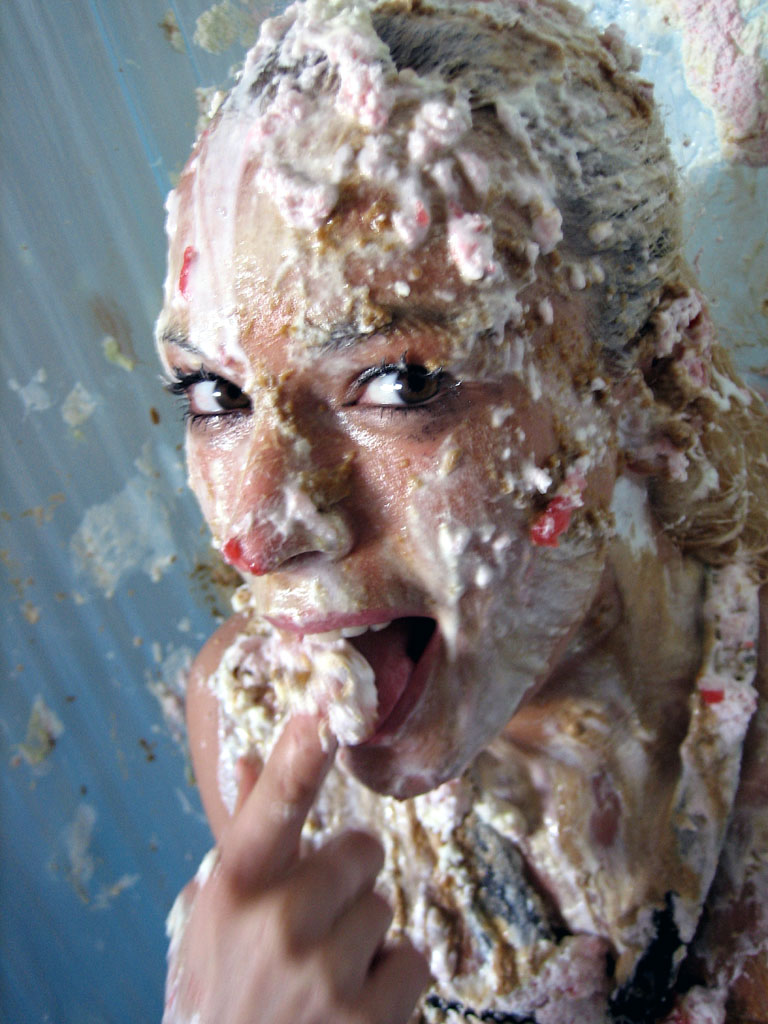
Un ejemplo del fetichismo de la sitofilia

Entre las canciones que de forma metadfórica vincula los alimentos bajo connotación sexual incluyen "Les sucettes" (1966), "Le Banana Split" (1979), "Peaches & Cream" (2001) y "Lollipop" (2008). La portada del álbum de 1965 llamado Whipped Cream and Other Delights, del grupo Herb Alpert & the Tijuana Brass, es célebre por la representación de una mujer cubierta de crema batida.
En la película American Pie, uno de los personajes tiene relaciones sexuales con una tarta. La publicidad de la cadena de restaurantes Carl's Jr. ha presentado varias veces a París Hilton con ropa de lencería, comiendo una de las hamburguesas que ofrece la compañía.

## Simbolismo

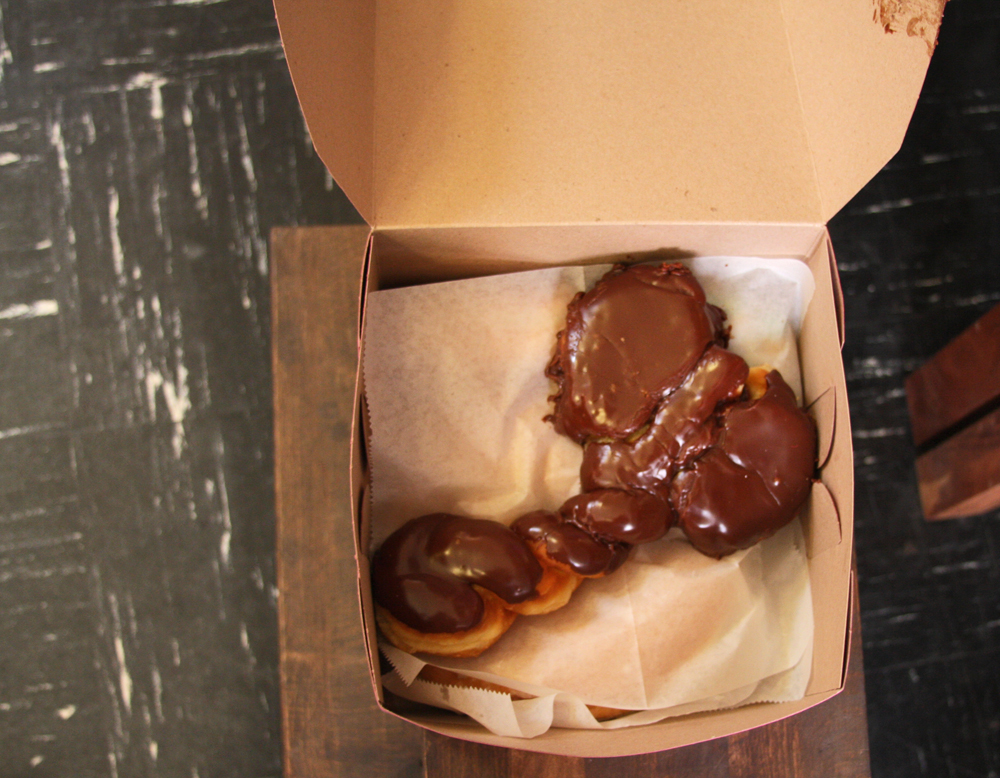
La variante del Voodoo Doughnut, de la dónut de crema de Boston es vista como una están rellenas de crema.

Algunos alimentos son simbolizados o usados como metáforas para algunas partes del cuerpo humano que implican connotaciones sexuales. Los ejemplos comunes incluyen berenjenas, plátanos, zapallitos italianos y pepinos como símbolos fálicos, y los duraznos, cerezas, manzanas, papayas y frutillas como símbolos vaginales. Los melones tienen un uso similar y a veces se usan para simular senos femeninos, como en la película de Austin Powers: International Man of Mystery, en donde el protagonista usa esa fruta para cubrir el torso desnudo de la actriz Elizabeth Hurley.